# Xian de Shenmu
Le xian de Shenmu (神木县 ; pinyin : Shénmù Xiàn) est un district administratif de la province du Shaanxi en Chine. Il est placé sous la juridiction de la ville-préfecture de Yulin.

## Démographie
La population du district était de 358 367 habitants en 1999.